# Petersburg (Michigan)
Petersburg è un comune degli Stati Uniti d'America, situato nello Stato del Michigan, nella contea di Monroe.